# Марково равнище
Ма̀рково равн̀ище е село в Северозападна България. То се намира в община Роман, област Враца.

## География
Село Марково равнище се намира в планински район. През него преминава малката рекичка Свин дол.

## Население
Преброяване на населението през 2011 г.
Численост и дял на етническите групи според преброяването на населението през 2011 г.:
|                     | Численост | Дял (в %) |
| Общо                | 6         | 100,00    |
| Българи             | 0         | 0,00      |
| Турци               | 0         | 0,00      |
| Цигани              | 0         | 0,00      |
| Други               | 0         | 0,00      |
| Не се самоопределят | 0         | 0,00      |
| Неотговорили        | 6         | 100,00    |